# Kathak

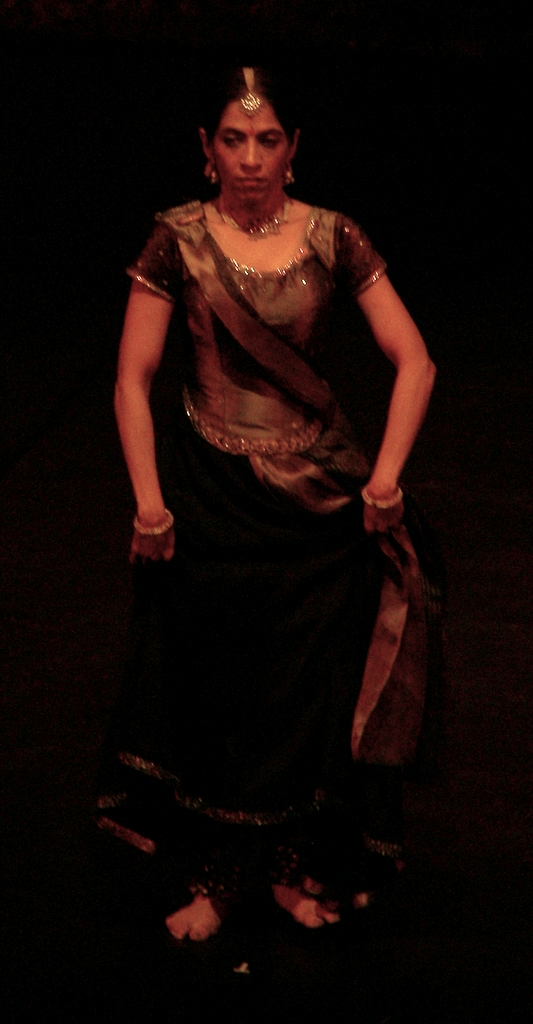
Tancerka katak

Katak, kathak – jeden z klasycznych stylów północnych tańca hinduskiego. Nazwa pochodzi od słowa katha – bajka, opowiadanie. 
Tradycja wywodzi go od mitycznego "barda" Kathaksa, który żył 2000 lat temu, podróżował od wsi do wsi i zarabiał na życie opowiadaniem legend, tekstów świętych ksiąg i hymnów religijnych, pomagając sobie przy tym tańcem i śpiewem. Słowem kathak nazywa się także ulicznych opowiadaczy bajek na północy Indii.
Prawdopodobnie styl ten pochodzi z połączenia kultur hinduskiej i muzułmańskiej. Bardzo popularny był w czasach mogolskich. Spektakl odbywa się wśród siedzącej dookoła widowni, bez podwyższonej sceny. Tancerz zazwyczaj wykonuje kilka gestów, po czym zastyga na moment w jakiejś pozie, wykonuje znowu kilka gestów i znowu się zatrzymuje. Charakterystyczne dla tego tańca są bardzo szybkie ruchy nóg związane z uderzeniami stóp o podłogę. Tło muzyczne tworzy gra na tabli, czasem sarandze. Sam tancerz ma przyczepione do kostek dzwoneczki ghungroo.
Istnieją teorie, że od kataku pochodzi taniec flamenco, co jest związane z indyjskim pochodzeniem Romów. Oba te tańce charakteryzują się podobnymi ruchami rąk, nóg oraz podobną rytmiką.